# Molophilus (Molophilus) subochraceus
Molophilus (Molophilus) subochraceus is een tweevleugelige uit de familie steltmuggen (Limoniidae). De soort komt voor in het Palearctisch gebied.